# Wienerpølse
Wienerpølse er navnet på en tynd bayersk pølse.
Navnet betegner, at pølsen stammer fra Wien. I 1930'erne betød betegnelsen wienerpølse i Danmark "en lille, røget pølse, bestående af kalve- og flæskekød fyldt i lammetarm, men i dag bruges det om en tynd bayersk pølse.
Wienerpølsen fås med eller uden rødt farvestof. De røde pølser, som stadig sælges fra pølsevogne i Danmark, siges at stamme fra Kødbyen, hvor de daggamle pølser i starten af 1930'erne blev overhældt med rød farve for at markere tvivlsom kvalitet med henblik på salg til de fattige.[kilde mangler] Men efterhånden blev de røde pølser de mest populære, og alle pølser blev farvet røde. I 1981 fandt sundhedsmyndighederne ud af, at det røde farvestof erythrosin (E127) var allergifremkaldende og muligvis skadeligt i store mængder, og farvestoffer baseret på karmin (E120), som i mindre grad er allergifremkaldende, blev taget i brug.
Samme år blev det desuden ulovligt at kalde en rød pølse for en wienerpølse, og i stedet anvendes bl.a. navnet hotdogpølse.
Korte pølser, der især finder anvendelse som ingrediens ved madlavning, fx i navergryde og sammenkogte retter, går under betegnelsen cocktailpølser.